# St. Joseph (Salzgitter)

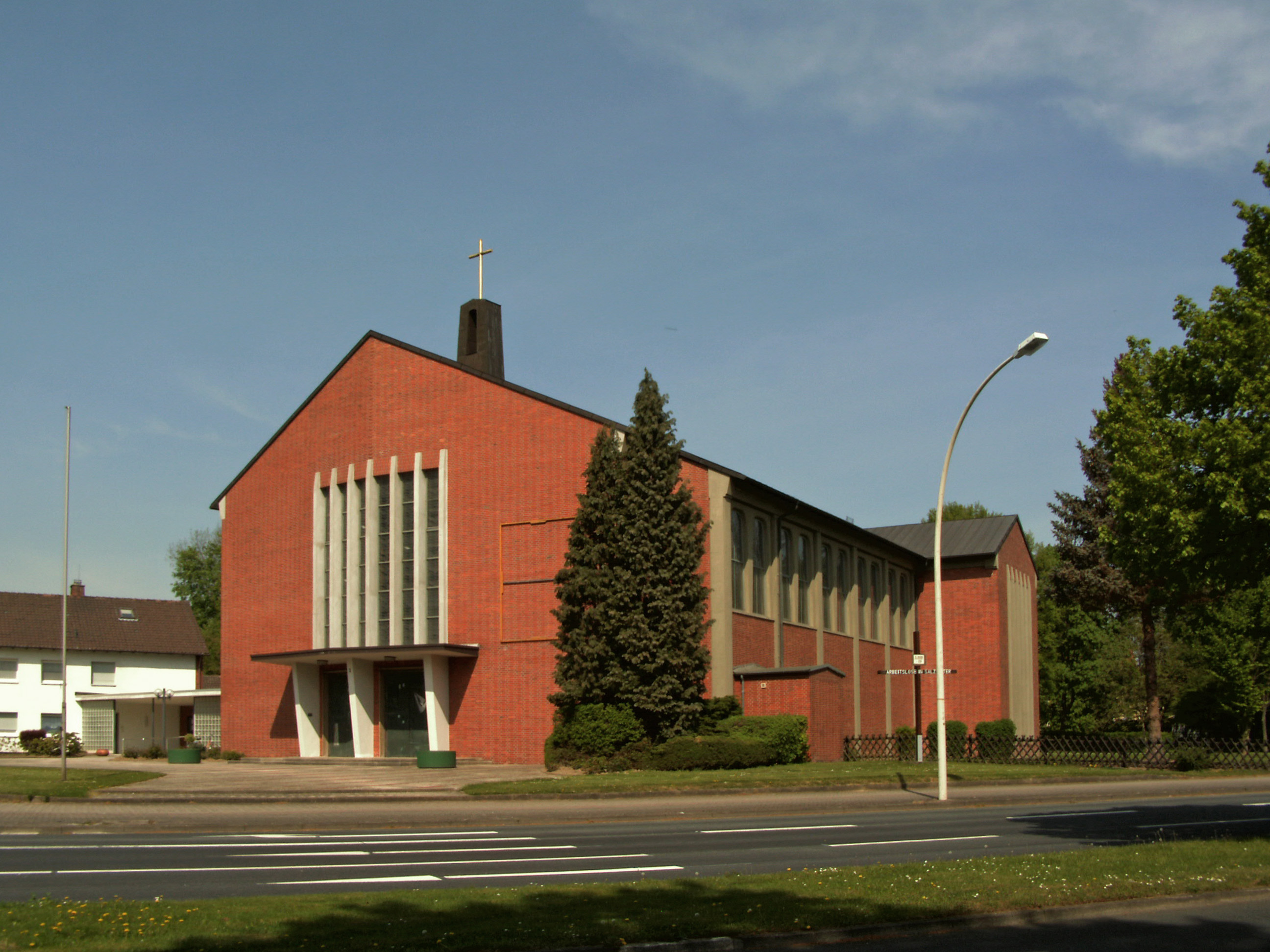
Pfarrkirche St. Joseph

St. Joseph ist eine katholische Pfarrkirche in Lebenstedt, einem Stadtteil von Salzgitter in Niedersachsen. Ihre gleichnamige Pfarrgemeinde gehört zum Dekanat Goslar-Salzgitter des Bistums Hildesheim. Die nach dem heiligen Josef von Nazaret benannte Kirche befindet sich in der Suthwiesenstraße 2 (Ecke Ludwig-Erhard-Straße).

## Geschichte
In Lebenstedt kam es Ende der 1930er Jahre zu einem erheblichen Bevölkerungszuwachs, ausgelöst durch den Arbeitskräftebedarf der im Juli 1937 gegründeten Reichswerke AG für Erzbergbau und Eisenhütten „Hermann Göring“. In das seit der Reformation evangelische Dorf zog eine große Zahl von Katholiken aus verschiedenen Teilen des Deutschen Reiches und dem Ausland. Zu diesem Zeitpunkt gehörte Lebenstedt zur Pfarrei St. Petrus mit Sitz im etwa 17 Kilometer entfernten Wolfenbüttel. Die Seelsorge musste sich zunächst auf Hausbesuche beschränken, da keine kirchlichen Räume vorhanden waren. Gemäß einer 1939 getroffenen Entscheidung Adolf Hitlers durften in der im Aufbau befindlichen Stadt keine Kirchen erbaut werden, selbst die Ausweisung von Kirchbauplätzen für spätere Kirchbauten war untersagt worden. Von Christi Himmelfahrt 1940 an konnten im Saal des Lebenstedter Gasthauses „Heinemanns Höhe“ katholische Gottesdienste gehalten werden. Am 1. Oktober 1940 wurde die zur Pfarrei Wolfenbüttel gehörende Pfarrvikarie „Reichswerke-Hermann-Göring-West“ (später in „Lebenstedt“ umbenannt) eingerichtet. Ihr erster Pfarrvikar war Josef Mettler, Kaplan aus Wolfenbüttel. Er fand Unterkunft in der Wohnung einer Familie in Krähenriede, in seinem Zimmer wurde eine kleine Hauskapelle eingerichtet. Im Herbst 1941 verbot die Gestapo die Gottesdienste in der Gaststätte. Noch im gleichen Jahr konnte im nördlichen Gebiet von Lebenstedt, dem Abschnitt V, eine 1940 errichtete Holzbaracke erworben werden, die zu einer Notkapelle ausgebaut wurde. Vom 1. Adventssonntag 1941 bis zum Gründonnerstag 1942 fanden dort die Gottesdienste statt, dann wurden sie wieder von der Gestapo verboten. Im September 1942 genehmigte die Gestapo Gottesdienste im Saal der Gaststätte Wolf in Lebenstedt, der bis Weihnachten 1946 dafür genutzt wurde. Nach Ende des Zweiten Weltkriegs erhöhte sich die Zahl der Katholiken in Lebenstedt weiter durch Zuzug von Flüchtlingen und Heimatvertriebenen. Vom 10. Mai 1945 (Himmelfahrt) an konnte die von der Gestapo beschlagnahmte Notkapelle am heutigen Hasenwinkel wieder für Gottesdienste genutzt werden. Sie erhielt einen Fachwerkanbau, der am 1. Mai 1946 geweiht wurde, und das Patrozinium St. Joseph. Im alten Dorf Lebenstedt fand der Gottesdienst statt im Gasthaus Wolf nun in einer zu einer weiteren Notkapelle ausgebauten Scheune statt, aus ihr entstand später die Pfarrei St. Michael.
Am 1. April 1955 schied Lebenstedt aus der Pfarrei Wolfenbüttel aus und bildete als „St. Michael“ eine eigene Kirchengemeinde. Da in den 1950er Jahren die Kapelle „St. Joseph“ den Anforderungen nicht mehr genügte, wurde die Kirche „St. Joseph“, als zweite katholische Kirche in Lebenstedt nach der inzwischen erbauten Kirche „St. Michael“, errichtet. Am 2. April 1956 (Ostermontag) erfolgte ihre Grundsteinlegung durch Generalvikar Wilhelm Offenstein, am 2. Juni 1957 folgte die Konsekration durch Bischof Heinrich Maria Janssen. In den Altar wurden Reliquien der Heiligen Clarus von Vienne und Eulogius eingelassen. 1958 wurde die Barackenkapelle abgerissen, und 1960 das Pfarrhaus erbaut. Am 1. April 1960 schied der Seelsorgebezirk „St. Joseph“ aus der Kirchengemeinde „St. Michael“ aus und bildete eine eigene Kirchengemeinde (Kuratiegemeinde). Am 1. Oktober 1964 erfolgte die Erhebung der Kirchengemeinde „St. Joseph“ zur Pfarrei.
In knapp einem Kilometer Entfernung, an der Straße Dolmenkotten, wurde 1973 die Kindertagesstätte „St. Joseph“ errichtet. Im Oktober 1988 wurde der Bau eines neuen Pfarrheims begonnen, das am 18. Februar 1990 eingeweiht wurde. 1997 wurde, in einem ehemaligen Schulpavillon der Grundschule Kranichdamm, die Kindertagesstätte „Pusteblume“ errichtet.
Am 1. September 2003 wurde die Pfarrei „St. Joseph“ aufgelöst und zusammen mit der ebenfalls aufgelösten Pfarrei „St. Elisabeth“ die neue Pfarrei „St. Peter und Paul“ gebildet. Am 1. November 2006 entstand aus den bisherigen Pfarreien „St. Peter und Paul“ und „St. Michael“ die heutige Pfarrei „St. Joseph“. Seit dem 1. Juli 2007 gehört die Pfarrei zum damals neu errichteten Dekanat Goslar–Salzgitter, zuvor gehörte sie zum Dekanat Salzgitter. Am 3. Juli 2008 erfolgte die Profanierung der St.-Elisabeth-Kirche.

## Architektur und Ausstattung
Die einschiffige Hallenkirche wurde nach Plänen des Architekten Josef Fehlig erbaut und verfügt über 360 Sitzplätze. Ein Stahlskelett bildet die tragende Konstruktion der Kirche. Aus Kostengründen hatte man auf den Bau eines Kirchturms verzichtet und stattdessen einen Dachreiter errichtet. Unter dem Chorraum befindet sich eine Krypta.
Die ursprüngliche Inneneinrichtung der Kirche wurde durch Wilhelm Keudel (1913–1974) entworfen. Im Zuge von Renovierungsarbeiten wurde der Innenraum der Kirche ab 1978 den Empfehlungen der Liturgiereform des II. Vatikanischen Konzils folgend umgestaltet. Die künstlerische Gestaltung lag in den Händen des Bildhauers Joseph Krautwald. Die Altarinsel wurde in die Vierung des Gebäudes versetzt, der Altar und das Taufbecken wurden erneuert. Das Tabernakel, das zuvor auf dem Altar stand, wurde in eine Stele eingebaut und frei im Altarraum aufgestellt. Der Altar der umgestalteten Kirche wurde am 22. November 1978 durch Bischof Heinrich Maria Janssen geweiht. Zur Ausstattung der Kirche gehören Statuen der Heiligen Antonius von Padua, Elisabeth von Thüringen, Josef von Nazaret, Maria (Mutter Jesu) und Martín de Porres; Reliefs zeigen Franz von Assisi und Hedwig von Andechs. 1984 erhielt die Kirche eine neue, vom Unternehmen Gebrüder Hillebrand Orgelbau erbaute Orgel.